# Печора (місто)
Печо́ра (комі Печӧра) — місто в Республіці Комі Російської Федерації. Адміністративний центр муніципального району «Печора», утворює міське поселення «Печора», Енергетична столиця Республіки Комі.

## Географія
Розташоване в північно-східній частині республіки, за 588 км на північний схід від Сиктивкара, на правому березі річки Печори, у місці її перетину Північної залізниці.

### Клімат
Клімат помірно континентальний з тривалою помірно суворою зимою і коротким прохолодним літом з незначним числом спекотних днів. Середньорічна температура повітря -1,9 °C.

## Історія
У 1903 році відомий дослідник Російського Півночі Русанов Володимир Олександрович зробив велику експедицію по річці Печорі. Пропливаючи повз мальовничі круі береги, він написав у своєму подорожньому щоденнику пророчу фразу: «Чи прийде час, коли на тому березі Печори буде побудоване місто, а тут розбитий парк, і цим дивовижним видовищем буде насолоджуватися робочий люд».
Минуло майже 40 років, і місто дійсно виникло. Влітку 1940 року, у зв'язку з будівництвом Північно-Печорської залізниці (1937—1942), у районі нинішнього депо та вокзалу залізничної станції Печора почав роботу будівельний загін, що складається в основному з ув'язнених ГУЛАГу. Перші тимчасові житла (землянки і бараки) стали називати селищем залізничної станції Печора. Цього ж літа 1940 року на річці Печорі була побудована пристань Канін Ніс, її першим начальником був призначений Н. А. Богатирьов. В кінці 1942 року Північно-Печорська магістраль була здана в постійну експлуатацію. Влітку 1943 року німці висадили в районі Печори десант з метою підірвати міст через річку, проте члени диверсійної групи, що складалася з радянських військовополонених, добровільно здалися НКВД. 18 січня 1949 року розрослися селища залізничної станції Печора і пристані Канін Ніс були об'єднані і отримали статус міста. Цей день вважається офіційною датою заснування Печори. Адміністративний центр Кожвинського району був перенесений з Кожви у Печору.
Печора стала одним з основних транспортних вузлів республіки: до водних і залізничних колій сполучення додалися ще й повітряні — у 1956 році був побудований аеродром «Печора». У зв'язку з будівництвом біля міста радіолокаційної станції типу «Дарьял» системи попередження про ракетний напад (СПРН) в 1974-му було розпочато будівництво Печорської ДРЕС. Будівництво отримало статус всесоюзного, перший енергоблок був введений в експлуатацію 5 лютого 1979 року. Таким чином, Печора стала «енергетичної столицею» Комі АРСР — зараз на Печорської ДРЕС виробляється близько однієї третини всієї електроенергії Республіки Комі.
У 1990-ті роки закрилося кілька великих підприємств. Мешканці стали активно переїжджати в південні території Росії. Населення міста в 1991 році становило 66,5 тисяч жителів, а за станом на 2011 рік в місті проживає 48,9 тисяч осіб.
В наш час містоутворюючі підприємства Печори працюють більш-менш стабільно, а темпи зниження чисельності населення сповільнюються. Місто почало повільно розвиватися. У 2010 році прийнято генеральний план розвитку Печори до 2030 року

## Економіка

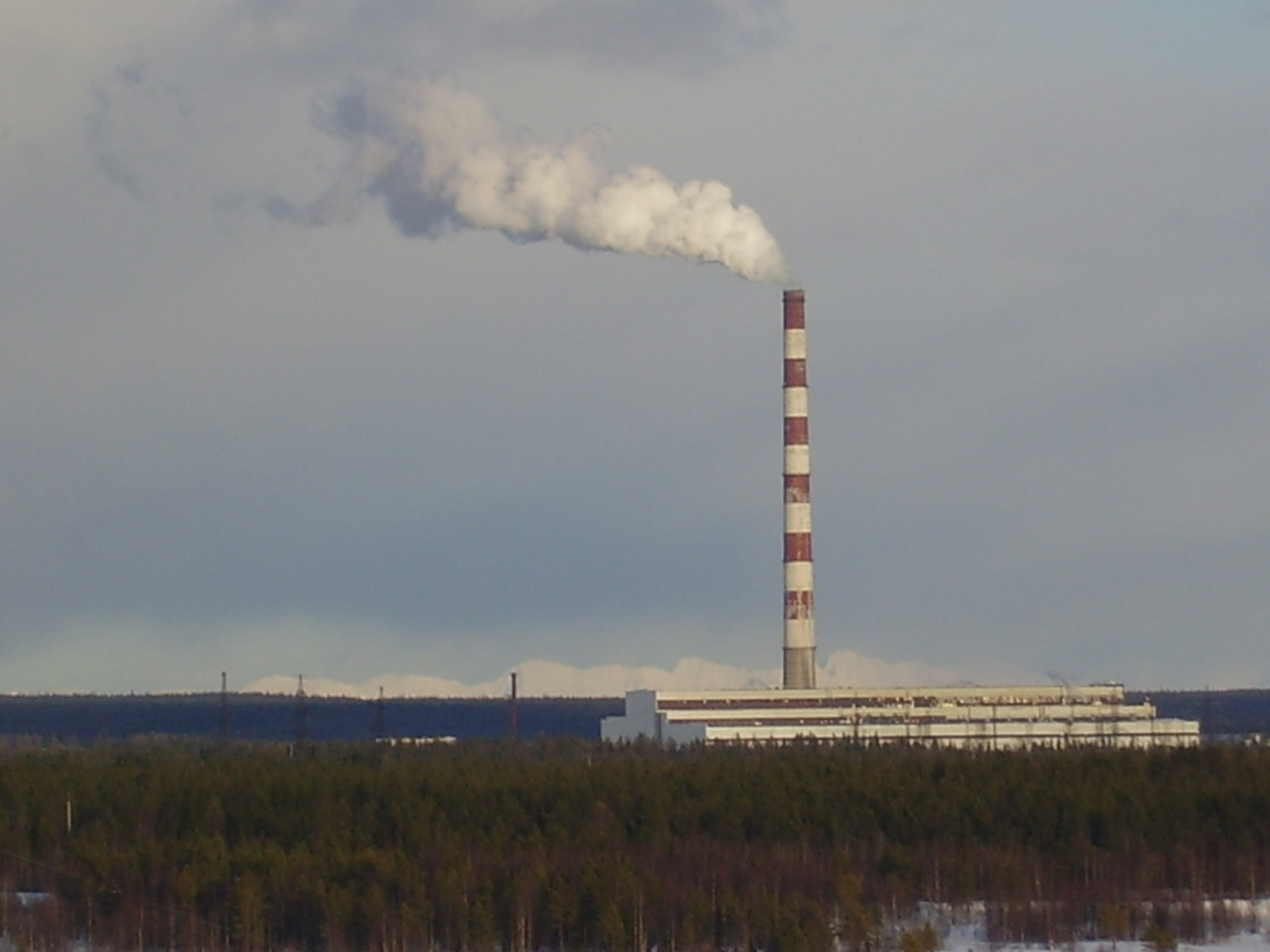
Печорська ГРЕС. За нею видно Уральські гори

Провідна галузь промисловості міста — електроенергетика. У місті функціонує філія ВАТ «Інтер РАО» «Печорська ДРЕС», перший енергоблок якої був введений в експлуатацію в 1979 році. В даний час на ДРЕС працюють 5 енергоблоків загальною встановленою потужністю понад 1 млн кВт (потужність першої черги — 1,26 млн квт). Печорська ГРЕС виробляє близько 1/3 електроенергії в РК і є одним з найбільших підприємств електроенергетики на Європейській Півночі Росії.
З другої половини 90-х рр. на другу позицію в економіці міста вийшла нафтовидобувна промисловість, забезпечена на перспективу значними промисловими запасами нафти та газу. В районі Печори встановлені запаси понад 20 родовищ вуглеводневої сировини. Видобуток нафти на території району ведуть великі нафтові компанії («Лукойл» та ін.)
Територією району прокладені: нафтопровід Усінськ — Печора — Ухта — Ярославль; Газопровід и Усінськ — Печора, Західний Соплеск — Печора, Ямал — Європа, Бованенково — Ухта; газопровід Кожва — Вуктил.
З 1979 року в місті працює «Печорський завод залізобетонних виробів».
З 1987 року здійснює діяльність підприємство «Сплав-Плюс», яке спеціалізується, в основному, на виробництві різних металоконструкцій.

## Галерея

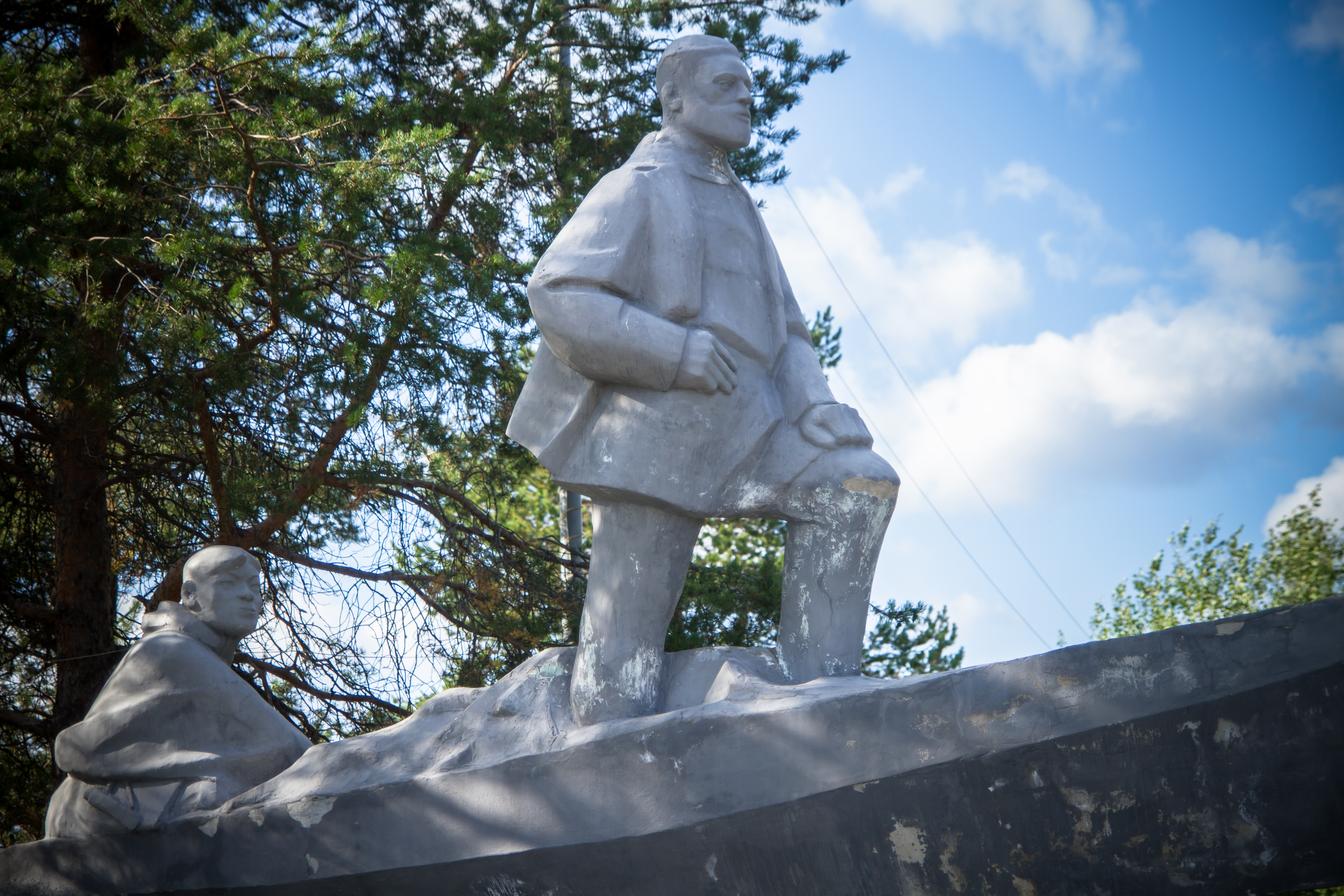
Пам’ятник В. О. Русанову – пам’ятка мистецтва
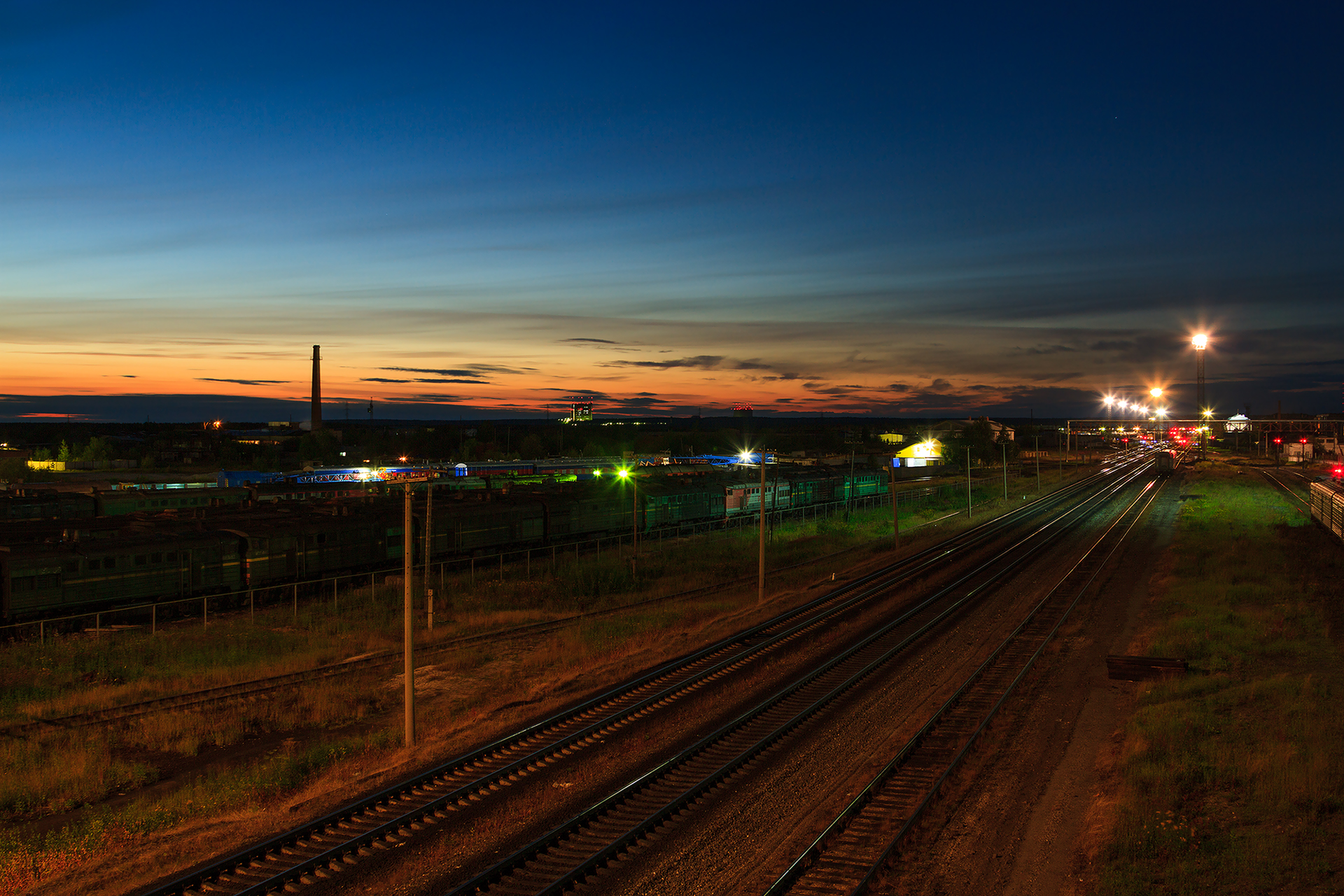
Залізнична станція
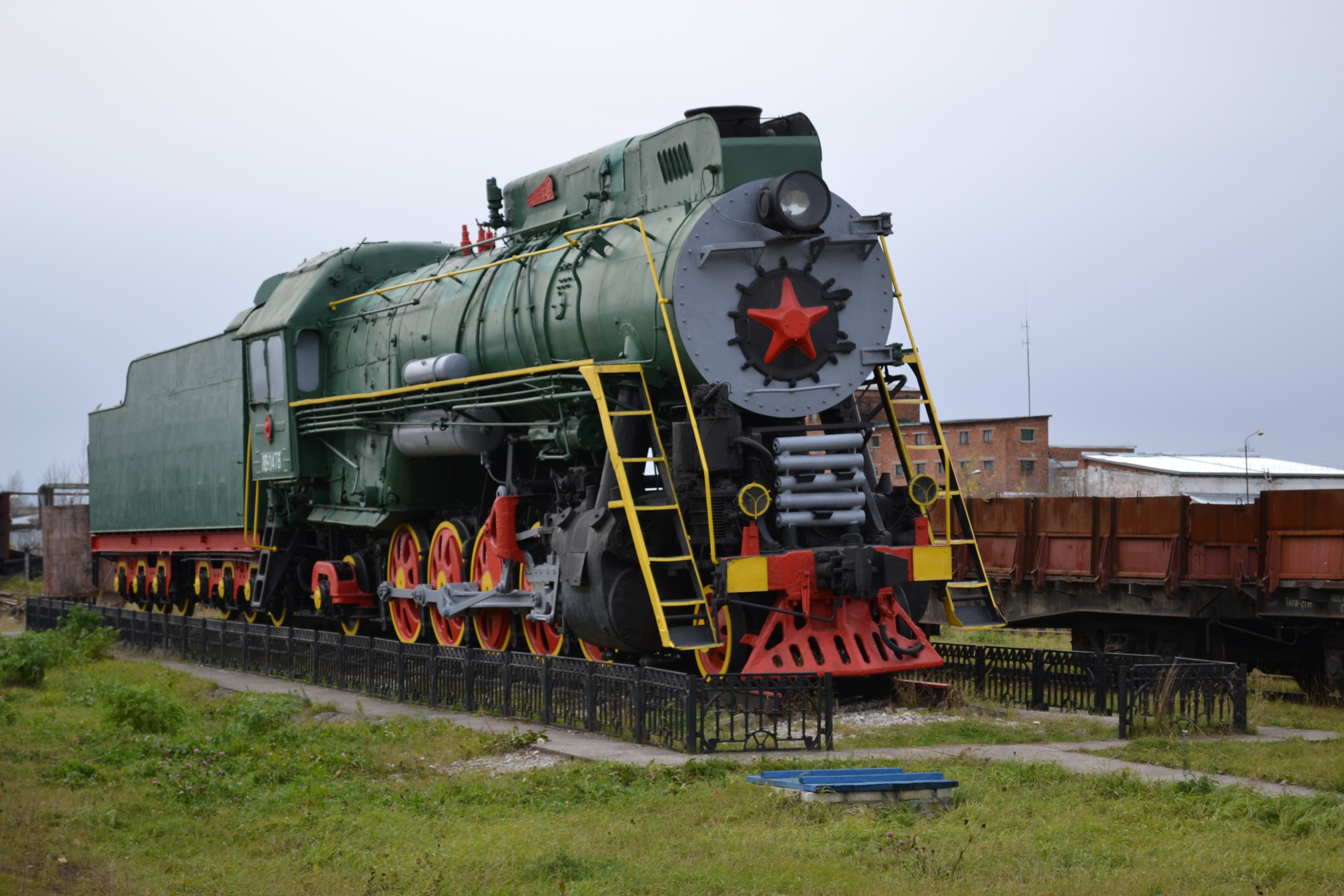
Пам’ятник паровозу ЛВ